# Κατά τον δαίμονα εαυτού
Κατά τον δαίμονα εαυτού (transliterirano: Katá ton Daímona Eaf̱toú) jedanaesti je studijski album grčkog ekstremnog metal sastava Rotting Christ. Album je 1. ožujka u Europi te 5. ožujka 2013. u Sjevernoj Americi objavila diskografska kuća Season of Mist.

## O albumu
Album se odlikuje raznolikom instrumentalnom izvedbom koja uključuje korištenje instrumenata kao što su gajde i rogovi te se tekstualno usredotočuje na mitologije naroda kao što su Inke, Maje, stari Grci te mnogobrojni slavenski narodi. Frontmen Rotting Christa, Sakis Tolis, izjavio je kako smatra album "putovanjem u znanje drevnih civilizacija i u okultizam koji proizlazi iz mračne strane svakog od njih". Međutim, Tolis je također izjavio: "Duboko uranjanje u okultističko znanje prošlosti natjeralo me da stvorim ovaj album. Nemam nikakvu posebnu poruku. Umoran sam od njih. Samo vam želim pomoći u bijegu od svakodnevnog života kako biste zajedno sa mnom otputovali u prošlost".

## Naziv albuma
Grčka izreka "Κατά τον δαίμονα εαυτού" može se prevesti na mnogo načina, uključujući i kao "čini što želiš", citatom koji se najčešće povezuje s Aleisterom Crowleyem i Thelemom. Sakis Tolis tvrdi da je to ustvari neispravan prijevod grčke izreke koju je prevela diskografska kuća te da bi pravilniji prijevod glasio "vjeran vlastitome duhu" što bolje opisuje album.
Ista se rečenica u svojem izvornom obliku nalazi i na nadgrobnom spomeniku Jima Morrisona.

## Popis pjesama
Tekstovi i glazba: Sakis Tolis, osim pjesme "Cine iubește și lasă" koja je tradicionalna rumunjska pjesma. 
| 1.    | »In Yumen/Xibalba«            | 6:24 |
| 2.    | »P'unchaw kachun/Tuta kachun« | 4:44 |
| 3.    | »Grandis Spiritus Diavolos«   | 5:52 |
| 4.    | »Κατά τον δαίμονα εαυτού«     | 4:52 |
| 5.    | »Cine iubește și lasă«        | 5:58 |
| 6.    | »Iwa Voodoo«                  | 4:36 |
| 7.    | »Gilgameš«                    | 4:02 |
| 8.    | »Русалка«                     | 4:33 |
| 9.    | »Ahura Mazdā/Aŋra Mainiuu«    | 4:44 |
| 10.   | »χξϛʹ«                        | 5:46 |
| 51:31 |                               |      |

| Bonus pjesma s vinilnog i digipak izdanja | Bonus pjesma s vinilnog i digipak izdanja | Bonus pjesma s vinilnog i digipak izdanja | Bonus pjesma s vinilnog i digipak izdanja | Bonus pjesma s vinilnog i digipak izdanja | Bonus pjesma s vinilnog i digipak izdanja | Bonus pjesma s vinilnog i digipak izdanja | Bonus pjesma s vinilnog i digipak izdanja | Bonus pjesma s vinilnog i digipak izdanja | Bonus pjesma s vinilnog i digipak izdanja |
| Br.                                       | Skladba                                   | Trajanje                                  |                                           |                                           |                                           |                                           |                                           |                                           |                                           |
| ----------------------------------------- | ----------------------------------------- | ----------------------------------------- | ----------------------------------------- | ----------------------------------------- | ----------------------------------------- | ----------------------------------------- | ----------------------------------------- | ----------------------------------------- | ----------------------------------------- |
| 11.                                       | »Welcome to Hel«                          | 4:28                                      |                                           |                                           |                                           |                                           |                                           |                                           |                                           |
| 55:59                                     |                                           |                                           |                                           |                                           |                                           |                                           |                                           |                                           |                                           |

- χξϛʹ je broj 666 napisan grčkim brojevima

## Zasluge
| Rotting Christ - Sakis Tolis – vokali, gitara, bas-gitara, klavijature, produkcija, miksanje, mastering - Themis Tolis – bubnjevi, perkusija Ostalo osoblje - Nurgeslag – naslovnica - Adrien Bousson – ilustracije, raspored ilustracija - Jens Bogren – miksanje, mastering | Dodatni glazbenici - George Emmanuel – solo gitara (na pjesmi 7), inženjer zvuka - Androniki Skoula – zborski vokali - Giannis Stamatakis – zborski vokali - Theodoros Aivaliotis – zborski vokali - Alexandros Loutriotis – zborski vokali - Babis Alexandropoulos – zborski vokali - Suzana Vougioukli – vokali (na pjesmama 5 i 9), aranžman (na pjesmi 5) - Eleni Vougioukli – vokali (na pjesmi 9), klavir i aranžman (na pjesmi 5) - Georgis Nikas – gajde |